# 松本バスターミナル

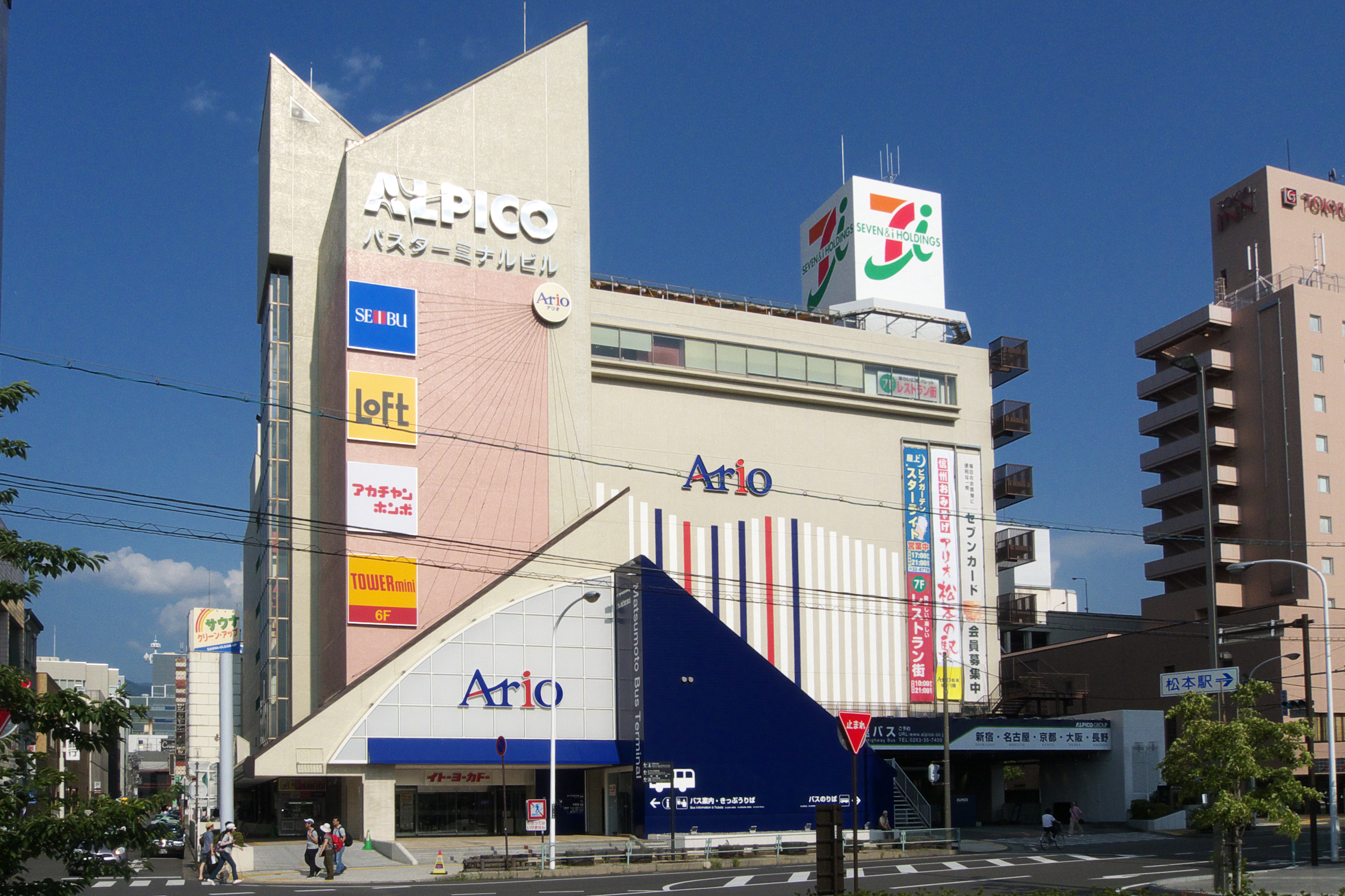
松本バスターミナルビル（2013年8月）

松本バスターミナル（まつもとバスターミナル）は、長野県松本市深志一丁目2-30松電バスターミナルビルにあるバスターミナルである。松本市内・近郊を走る路線バスと高速バスが発着する。松本駅お城口の近くに位置する。

## 構造
アルピコ交通が保有する「松電バスターミナルビル」（松電とはアルピコ交通の旧社名松本電気鉄道の略）の1階にバス乗降場、案内所（きっぷ売り場）および待合所がある。案内所にはカウンターと近郊バス路線用の券売機があり、カウンターでは高速・特急バス乗車券、市内・近郊バスの定期券・回数券、鉄道上高地線（通称・松本電鉄）の定期券・回数券を発売している。以前は地下1階に案内所があったが、松電ビル改装に伴い、1階西側に移動したあと東寄りに移動した。構内のりばは1箇所から11箇所ある。それぞれ青と緑の案内板とライトで色分けされており、1番から5番のりばが青、6番から10番のりばが緑となっている。11番のりばは松本駅前しらかば通り沿いの旧トーコーシティホテル松本（旧スピカビル・旧ファミリーマート松本駅東口店前）に設けられているがアルピコ標準タイプのバス停で降車専用と兼用である。
アルピコ交通バス交通網の拠点となっている一方で鉄道の松本駅とは別の施設であり、そちらに乗り入れている上高地線の乗り場とは約350m離れている。なお松本バスターミナル発着の一部の路線バスは松本駅発着である。
地下1階 - 6階には1978年からイトーヨーカドーが過去3回業態を変えて営業していたが、アリオ松本を最後に2017年9月10日限りで完全撤退した。商業フロアは2018年にアルピコプラザとして新装開業している。トイレは1階を除き全階にあるが2階は女子トイレのみである。なおバスターミナルは7時から開いているが地下1階の大部分と2 - 7階は10時からの開放となる。
タウンスニーカー北・東・南各コース、横田信大循環線・信大横田循環線・浅間線・新浅間線は松本駅お城口、南部循環線と地域提携バスは駅アルプス口から発着しており、
このうち横田信大循環線・信大横田循環線・浅間線・新浅間線は2024年3月16日に松本駅お城口バスのりばへ移転、これに伴い松本バスターミナル1番のりばと2番のりばは休止され駅前発着の路線バスの駐機場所となった。また同日に並柳団地線 系統2のバス乗り場がこれまでの松本駅お城口から松本バスターミナル4番のりばに移転した。

## 路線

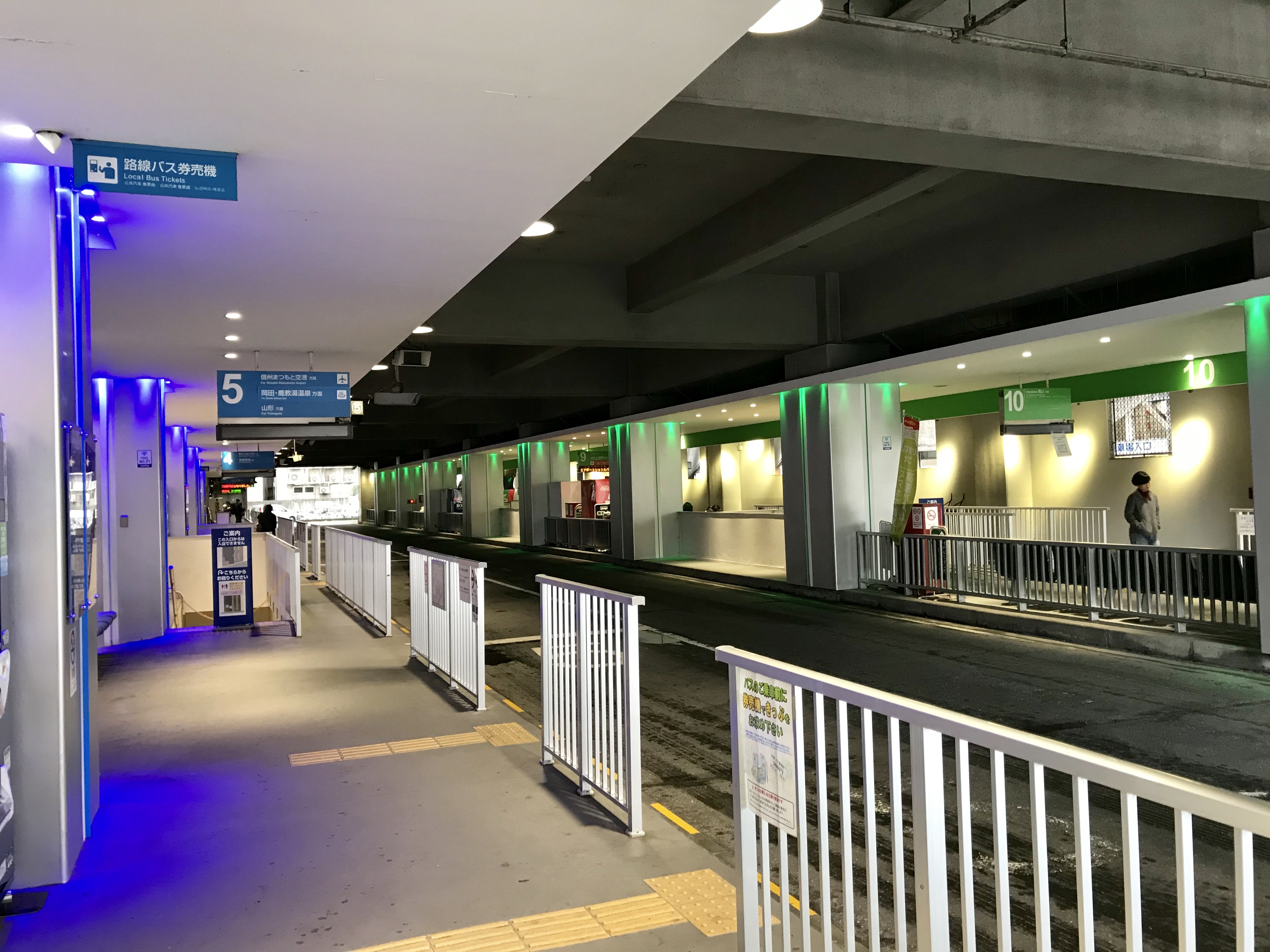
松本バスターミナル構内 (2017年11月)

詳細は松本電鉄バス、またはアルピコ交通のウェブサイトを参照。
ホームは1〜5番乗り場が青、6〜10番乗り場が黄緑色と色別に分けられている。11番乗り場は松本駅前しらかば大通り沿いに設置されているが色分けはない。

### 1番乗り場（休止中）
- バス駐機場所

### 2番乗り場（休止中）
- バス駐機場所

### 3番乗り場
- 美ヶ原温泉線：松本城ー市役所前・桜橋・惣社（そうざ）・美ヶ原温泉行
- 四賀線：東町・信州大学前・追分・松岡・岡田東区・西岡田・大口沢・刈谷原・化石館・板場方面・四賀支所行
- アルプス公園線：松本城ー市役所前・蟻ヶ崎高校前・放光寺・アルプス公園経由・蟻ヶ崎台・北蟻ヶ崎方面

### 4番乗り場
- 寿台線：庄内町・出川・竹渕・白川・寿台東口・寿台西口・小池四つ角・まつもと医療センター前・村井駅方面
- 内田線：庄内町・出川・竹渕・白川・寿台東口・馬場家住宅東・内田出張所前・崖の湯口・倉村行
- 松原線：庄内町・出川・竹渕・白川・寿台東口・寿台養護学校北・棚峯行
- 並柳団地線
  - 系統1：秀峰学校前・埋橋（うずはし）・西筑摩経由・北並柳・弘法山入口・並柳団地行
  - 系統2：相澤病院・ライフスクエアコモ庄内経由・北並柳・弘法山入口・並柳団地行

### 5番乗り場
- 空港・今井線：鎌田・高宮・石芝町・二子橋・神林高速バス停・神林（町神）・やまびこドーム・信州まつもと空港・信州スカイパーク入口・下今井方面
- 大久保工場団地・神林線
  - 大久保工場公園先回り：鎌田・高宮・大久保工場公園・管理会館・下神公民館・神林出張所南経由・神林高速バス停・二子橋・石芝町方面
  - 神林高速バス停先回り：鎌田・高宮・石芝町・二子橋・神林高速バス停・下神公民館・神林出張所南経由・大久保工場公園・高宮・鎌田方面
- 山形線：鎌田・両島・月見町・笹部団地（終着・始発のみ経由）・和田・アイシティ21前（三夜塚）・竹田原・山形村役場・上大池・車庫前方面
- 岡田線：松本城ー市役所前・蟻ヶ崎高校前・法務局・追分・松岡・岡田東区・岡田出張所・山城口方面
- 鹿教湯温泉線：東町・信州大学・追分・松岡・岡田出張所・山城口・洞・稲倉・三才山・鹿教湯三才山病院口方面・鹿教湯温泉行

### 6番乗り場
- - 中央高速バス　　バスタ新宿（新宿駅南口）行（1号車）
  - 高速バスアルペン松本号☆京都[2]・大阪（梅田）行、
  - 中央道高速バス松本線　名古屋（名鉄バスセンター）行

### 7番乗り場
- 中央高速バス　バスタ新宿（新宿駅南口）行（2号車）、美ヶ原高原美術館行（季節運行）、
- 特急バス「アルプスライナー」高山行、新穂高温泉行

### 8番乗り場
- 急行エアポートシャトル（空港連絡バス） 信州まつもと空港行き
- 特急バス白馬五竜・白馬駅・白馬八方行（季節運行）
- 特急バス上田-松本間直行バス（運行：千曲バス）上田駅お城口行き[3]行 ※土曜・日曜・祝日を中心に運行（車内精算）

### 9番乗り場
- サッカー 松本山雅FC公式戦等開催日に、松本平広域公園総合球技場（サンプロアルウィン）行シャトルバスが運行される場合がある
- 特急バス 「ナショナルパークライナー」 上高地行（季節運行・本数少）
- ※エアポートシャトルなど到着便が使用することもある。

### 10番乗り場（休止中）
※エアポートシャトルなど到着便が使用

### 11番乗り場（松本駅前しらかば大通り　旧トーコーシティホテル松本前）
- 高速バスTDR行[4]・成田空港[5]行（京成上野駅・浅草雷門（休止）・西船橋駅経由）

## かつて利用可能だったバス路線
高速バス・特急バス
- 高速バス 飯田行：松本バスターミナル - 松本インター前 - 飯田駅
  - 松本バスターミナル発着便廃止以降、みすずハイウェイバスの最寄りのバス停は松本インターチェンジ近くの長野道松本バス停になっている。
- 高速バス長野行：松本バスターミナル - 松本インター前 - 長野道安曇野 - 長野道明科 - 長野道四賀 - 長野道坂北 - 長野道姨捨 - 長野インター前 - 川中島古戦場 - 丹波島橋南 - 長野BT - 長野駅前 - 長野県庁

詳細はみすずハイウェイバス参照
- 仙台行：松本バスターミナル - 松本インター前 - 長野道安曇野 - 長野駅 - 長野バスターミナル - 長野インター前 - 仙台駅前 - 仙台駅東口
- 中部国際空港行：松本バスターミナル - 松本インター前 - 中部国際空港行

き
一般路線バス
- - 信大横田循環線：上土町、信州大学前、エアー・ウォーターアリーナ松本、浅間温泉入口、松本第一高校、横田経由、松本バスターミナル行。２番のりばから出発していた。
  - 浅間線：市役所前、信州大学前、総合体育館、浅間温泉入口、浅間温泉行。２番のりばから出発していた。
  - 横田信大循環線：秀峰学校前、横田、松本第一高校、浅間温泉入口、エアー・ウォーターアリーナ松本、信州大学前、市役所口経由、松本バスターミナル行。１番のりばから出発していた。
  - 新浅間線：秀峰学校前、横田、松本第一高校、浅間温泉入口、浅間温泉行。１番のりばから出発していた。

### のりばについて
高速バス・特急バスは6 - 10番乗り場からの発車。同時に複数の便が発車する場合などは変更がある。観光急行路線及び高山線は10番より、長野線（現在廃止）は9番から発車。その他、新宿線は通常6番を使用するが2号車が追従する場合は7番も使用する。
上高地・乗鞍方面へは、松本駅からアルピコ交通上高地線（鉄道線、通称・松本電鉄）を利用し、終点の新島々駅よりバスを利用することが基本で、松本バスターミナルより上高地へ向かうバスは繁忙期の日中にほんの僅かな本数での運行である。
夜行高速バス成田空港・長野線の乗降場所は当路線の運行時間帯に松本バスターミナル構内が閉鎖しているためしらかば通り沿いの旧トーコーシティホテル松本（旧スピカビル・旧ファミリーマート松本駅東口店前）に設けられた11番のりばに発着する。
高速バス・特急バスの発着路線は以下の通り。
- 新宿行：詳細は中央高速バス参照
- 名古屋行：詳細は中央道高速バス参照
- 「アルペン松本号」大阪行：詳細はアルペン松本号参照
- 「アルプスライナー」高山行：松本バスターミナル - 松本インター前 - 平湯温泉 - 高山濃飛バスセンター
- 「アルプスライナー」新穂高行：松本バスターミナル - 松本インター前 - 平湯温泉 - 栃尾温泉 - 新穂高温泉 ※季節運行
- TDR行・成田空港行：詳細は成田空港・長野線参照 ※旧トーコーシティホテル松本（旧スピカビル）（運行開始当初は松本バスターミナル南側歩道上から発着していた）

### 到着便について
到着便は路線によって異なるが、バスターミナルには入らず、松本駅前交差点の南側とバスターミナル南側にそれぞれ到着するが一部便は駅前お城口広場に乗り入れる。その際は方向幕は松本駅と表示、アナウンスでも松本駅行きと案内される。
コミュニティバス みんなのバス浅間・大村線はバスターミナル北バス停と松本駅前を通行しないため利用するには国府町バス停が最寄りである。

### バスターミナル北（SMBC日興証券前）
松本駅前東側から伸びる長野県道23号松本停車場線・国道143号沿いにある。
松本駅周辺を発着するアルピコ交通のバス路線のうち、以下の路線はバスターミナルには入らない。
- 各路線
  - 松本周遊バス「タウンスニーカー」北・南・東
  - 北市内線 東回り：横田、信大病院南口、深志ヶ丘、松本駅方面行き
  - 北市内線 西回り：松本駅方面行き
  - 信大横田循環線：上土町、信州大学前、エアー・ウォーターアリーナ松本、浅間温泉入口、松本第一高校、横田経由、松本バスターミナル行
  - 浅間線：市役所前、信州大学前、総合体育館、浅間温泉入口、浅間温泉行
  - 横田信大循環線：秀峰学校前、横田、松本第一高校、浅間温泉入口、エアー・ウォーターアリーナ松本、信州大学前、市役所口経由、松本バスターミナル行
  - 新浅間線：秀峰学校前、横田、松本第一高校、浅間温泉入口、浅間温泉行
  - ほしみ線：信州大学、岡田出張所、洞、稲倉、一の瀬方面
  - 中山線：神田、古屋敷、二重堀の松、ローズガーデン方面
  - 入山辺線：駒越、小仏公民館、大和合、牛立方面

- 松本周遊バス「タウンスニーカー」：北・南・東の各コース松本駅お城口バス停発着。
- 北市内線：市内を循環する路線で、松本駅お城口のロータリー西側（旧タクシーのりばのりば）にある松本駅お城口バス停発着
- 横田信大循環線・信大横田循環線・浅間線（信大経由）・新浅間線（横田経由）：松本駅お城口バス停発着。
- 西部地域コミュニティバス松本島内線（旧タウンスニーカー西コース）および南部循環線：同駅アルプス口の松本駅アルプス口バス停発着。

- 松本駅東口バス停 
  - どっとこむライナー 名古屋・京都・大阪・USJ・神戸行

## 歴史
- 1952年（昭和27年）
  - 白坂線（後の潮沢線）・犀川線の運行開始。
- 1977年（昭和52年）
  - 住吉線（松本 - 梓橋 - 住吉）が廃止になる。最期までは2往復で日・休日運休だった。
  - 小倉線が廃止された。
  - この頃で当時の三郷村からバスが撤退。
- 1978年（昭和53年）4月20日
- イトーヨーカドー松本店が開業する
- 1983年（昭和58年）
  - 7月5日 - 勝弦線（松本バスターミナル - 広丘八二前 - 塩尻駅 - みどり湖口 - 勝弦 - 小野駅）がこの日限りで廃止。
- 1984年（昭和59年）
  - 松本上田線（松本駅 - 錦部口 - 召田 - 会吉 - 上田駅）が会吉まで短縮され、千曲バスとの相互乗り入れ休止ならびに路線名を四賀線に改称。
  - 奈良井線（塩尻営業所 - 塩尻駅口 - 日出塩 - 奈良井駅前 - 栃窪 - 薮原駅）が日出塩上まで短縮、路線名を日出塩線に改称。
  - 9月1日 - 山形線の支線系統の大庭経由と山形学校前や下古見へと向かう便が運行されていた便が廃止。野溝総合団地線（松本バスターミナル - 南出川 - 南松本駅前 - 教育センター入口 - 高宮局前 - 石芝町 - 木工団地 - 卸市場前）が廃止。
- 1987年（昭和62年）3月31日
  - 洗馬循環線（塩尻営業所 - 中原 - 原村 - 下平 - 洗馬 - 床尾 - 塩尻営業所）が廃止。
  - 西条みどり湖線（塩尻営業所 - 塩尻駅 - 強清水 - みどり湖会館前）が廃止。
- 1988年（昭和63年）
  - 3月31日 - 岩今線（塩尻営業所 - 塩尻駅 - 今井藤岡 - 松本駅）が廃止。
- 1990年（平成2年）
  - 3月31日 - 笹賀線（松本バスターミナル - 下二子 - 上二子 - 今村）、大庭経由西神林線（松本バスターミナル - 荒井 - 大庭駅 - 島立出張所前 - 殿 - 水代橋）及び赤木線（松本バスターミナル - 竹渕 - 豊町 - 寿出張所 - 小池四ツ角 - 赤木 - 塩尻駅）が廃止。
- 1994年（平成6年）- 四賀線の反町 - 会吉車庫間の路線が廃止、廃止された先を会田に変更（後に保福寺線を統合、保福寺天王へ経路変更）。
- 1996年（平成8年）
  - 高宮経由（松本バスターミナル - 高宮南 - 芝浦機械 - 笹部団地）が廃止。
  - イトーヨーカドーがエスパ松本に業態転換。
  - 6月15日 - 小曽部線（塩尻営業所 - 塩尻駅口 - 原口 - 大沢口）が廃止。
- 1997年（平成9年）
  - 7月15日 - 片丘線（松本バスターミナル - 白川 - 寿台団地東口 - 倉村 - 大宮八幡 - 中挟 - 塩尻駅 - 塩尻営業所）が廃止。
- 1998年（平成10年）
  - 笹部団地線の両島経由（松本バスターミナル - 両島 - 五月町 - 笹部団地）が廃止。
- 1999年（平成11年）
  - 3月31日 - 日出塩線が廃止。
  - 4月18日 - 周遊北線（当時の路線名は松本城周遊線）が運行開始。
- 2001年（平成13年）
  - 4月2日 - 片丘線が村井駅 - 寿台東口 - 倉村として復活。しかし同年10月頃に松本発着に戻り、松本部分の片丘線が復活した格好となる。
- 2002年（平成14年）
  - 4月1日 - 周遊東線運行開始、松本城周遊線が周遊北線に改称される。
- 2003年（平成15年）
  - 4月28日 - 周遊南線が運転開始。
- 2005年（平成17年）
  - 7月15日 - 3番乗り場のラーラ松本線が廃止。代わりに同乗り場の梓川線がラーラ松本に寄るようになる。
- 2007年（平成19年）
  - 7月31日 - 宮城交通単独による仙台 - 長野・松本間の1日1往復のみ運行開始。
  - 8月1日 - 周遊西線運転開始。
  - 9月29日 - 2番乗り場の国道塩尻線が廃止。
- 2008年（平成20年）
  - 1月15日 - エアポートシャトル（松本バスターミナル - 松本空港）が廃止。
  - 7月16日 - 大規模ダイヤ改正及び路線経路変更。
    - 2番乗り場の松原線廃止、6番乗り場の信大経由と7番乗り場の北部循環線廃止。
    - 中山線が松原経由で棚峯まで路線を延長。
    - 三才山線が松本城・信大経由から蟻ヶ崎・法務局経由に変更。

  - 乗り場も大幅に変更となる。
    - 浅間線（信大経由）：6番乗り場→1番乗り場（後に3番乗り場）
    - 浅間線（横田経由）：7番乗り場→2番乗り場（後に3番乗り場）
    - 鹿教湯線、三才山線：3番乗り場→5番乗り場
    - 寿台循環線、内田線、寿台線、並柳線、中山線：2番乗り場→4番乗り場
    - 信大浅間横田循環線が開設され、信大先回りを1番乗り場に、横田先回りを2番乗り場にする。
    - 入山辺線、里山辺線：1番乗り場→3番乗り場
    - 梓川線：3番乗り場→4番乗り場
    - 高速バスも若干変更になる。その他、乗場変更のない朝日線、山形線、西神林線、四賀線などは以降も同じ乗り場からの発車。なお4番乗り場・9番乗り場・10番乗り場は元々臨時番線扱いであり、通常時にバスはなかった。
- 2008年（平成20年）
  - 12月16日 - 以下の変更を実施。
    - 4番乗り場の梓川線が部分廃止され、乗り場が一日市場駅に変更。
    - 城山線がアルプス公園帰りに種畜場口から蟻ヶ崎台を経由するようになる。中山線に松原西と松原北が追加となる。
    - 4番乗り場の寿台循環線が廃止になる。内田線が減便され土休日運休となる。
    - 山塩線の塩尻駅 - 塩尻営業所間が廃止され、残された松本バスターミナル - 塩尻駅間のうち、車庫前（上大池） - 塩尻駅間が当分平日朝1往復のみとなった。
    - 信州まつもと空港 - 上今井間が減便され土休日運休となる。
- 2009年（平成21年）
  - 1月1日 - 会田総線の部分廃止。会田経由原山行など。
  - 2月16日 - 3月31日まで県庁直行便の試行運行を実施。その間、6時30分発と7時00分発の2便を統一する形で6時45分の出発便を新設。
  - 7月1日 - 山塩線の車庫前（上大池） - 塩尻駅間が廃止。
  - 12月16日
    - 山形線の一部として笹部団地行きが再開する。
    - 過去に運行された薄川線の終点舟付橋停留所が区間便を新たに設定する入山辺線の停留所として使用再開する。
    - 入山辺線の美ヶ原高原口 - 大和合間が減便され土休日運休となる。
    - 舟付橋行が新設される。
    - 中山線が減便され土日運休となる。朝の1往復を除いて全便古屋敷を終点とする。
    - 三才山線の三才山公民館 - 一の瀬間が減便され土休日運休となり、鹿教湯線と同じルート上の稲倉止が加わる。
    - 三才山線の追分 - 岡田出張所間のうち、四賀線と同ルートで運行するようになるが一の瀬行のみは反目経由のまま運行される。
- 2010年（平成22年）
  - 4月1日
    - バスターミナル案内放送休止
    - 鹿教湯線鹿教湯三才山病院バス停廃止に伴い病院を経由しなくなる。
    - 三才山線の経路を統一。従来経路を通行していた一の瀬往復系統が松岡経由になる。

  - 7月1日 - 梓川線が廃止されコミュニティバスに移管。
  - 10月1日
    - 会田保福寺線が廃止され、市営バスまたは四賀地域バスによるデマンド式路線になる。
    - 四賀線がダイヤ改正と経路変更を実施。
    - 松本 - 化石館 - 保福寺下町を松本 - 化石館 - 大木戸 - 明科駅前に変更。化石館 - 保福寺下町間は朝夕に保福寺下町⇔明科駅前の往復運行に変更。
    - 入山辺線時刻改正。大和合行が18:00→12:30, 三反田行が16:30→18:00, 舟付橋行が12:30→16:30となったうえで16:30の三反田行を舟付橋行に変更。昼間の舟付橋行を大和合行に変更する。
    - 西神林線の管理会館 - 水代橋間廃止になり管理会館の1Km先にある朝日線の神林高速バス停から朝日線に入り松本へ行く循環系統に変更。それに伴い路線名を大久保工場団地線にする。
    - FDA乗り入れ開始に伴い朝日線増便時刻改正。

  - 2010年（平成22年）1月10 - 11日
    - 宮城交通による仙台 - 長野・松本間の運行を休止（長野・松本行きは10日、仙台行きは11日を以て休止）

  - 2011年（平成23年）12月16日

イトーヨーカドーがエスパ松本からアリオ松本に業態転換。
- 2017年（平成29年）9月10日

アリオ松本廃止。これによりイトーヨーカドー完全撤退。7階のレストラン街を除き長らく空き家状態がつづく。
- 2017年（平成29年）12月18日

西側にあったバスきっぷ売り場（営業開始は22日にから）を東寄りに移設。
- 2018年（平成30年）
  - 2月15日

商業フロアをアルピコプラザとして新装開業。
- - 9月15日

アルピコプラザとしてグランドオープン。
- 2023年（令和5年）4月1日

松本営業所管内のバス路線（高速バス・特急バス・急行バスを除く）が公設民営バスぐるっとまつもとに移管。松本駅お城口から並柳団地線（系統2）発着便新設に伴い従来の並柳団地線を系統1とし減便。
- 2024年（令和6年）
- 1月15日に切符販売窓口の営業時間6:00〜19:00を7:00〜19:00に変更。
- 3月16日

横田信大循環線・信大横田循環線・浅間線・新浅間線が松本駅お城口発着に変更、これに伴い1番のりばと2番のりばを休止しバス駐機場所とする。またお城口発着だった並柳団地線（系統2）がバスターミナル4番のりば出発に変更。

## 周辺
- 松本駅 - 上高地線、JR篠ノ井線・大糸線
- アルピコプラザホテル
- 井上 旧百貨店本店
- 井上サテライトプラス
- 丸善
- JA中信会館
- しらかば大通り
- しらかば大通りバス停
- 長野県道23号松本停車場線
- 国道143号
- バスターミナル北バス停（松本駅東口バス停）
- 松本駅前通りバス停